# Inna Kolomijez
Inna Antoniwna Kolomijez (ukrainisch Інна Антонівна Коломієць; * 8. März 1921 in Aleisk, Russland; † 1. August 2005 in Kiew, Ukraine) war eine sowjetisch-ukrainische Bildhauerin. Sie war Verdiente Künstlerin der Ukraine und Mitglied des Nationalen Künstlerverbandes der Ukraine.

## Leben und Werk

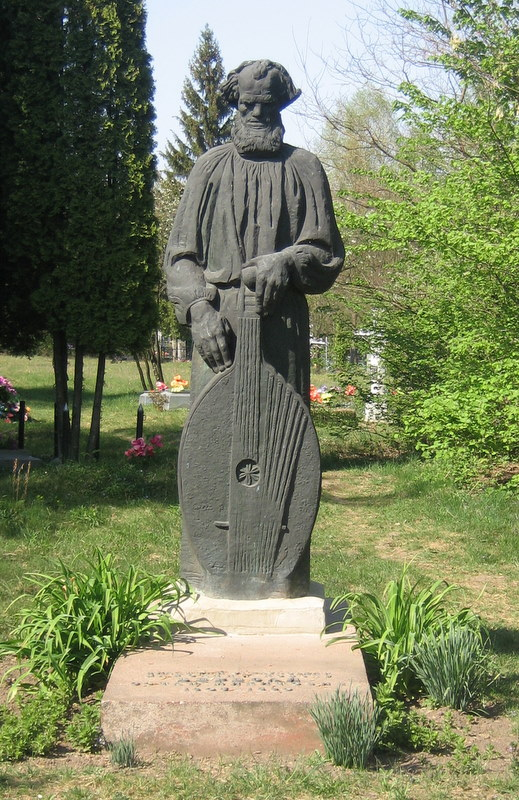
Statue auf dem Grab von Ostap Weressai

Kolomijez studierte von 1938 bis 1940 an der Kiewer Kunstschule und anschließend bis 1942 am Kiewer Staatlichen Kunstinstitut. Sie studierte dort bei den Künstlern Lew Murawin, Iwan Krytschewskyj und den Professoren Maks Gelman, Kostjantyn Jelewa und Mychajlo Scharonow. Von 1950 bis 1952 war sie als Lehrerin an der Kiewer Handwerksschule Nr. 16 tätig.
Nach ihrem Abschluss im Jahr 1951 nahm sie an den ukrainischen Kunstwettbewerben teil. Im selben Jahr gewann sie den Wettbewerb für die Erstellung einer skulpturalen Komposition für das Kino Kiew.
Während ihres Aufbaustudiums an der Akademie für Architektur der Ukrainischen SSR interessierte sie sich für Volkskunst. Sie war oft in der Werkstatt für experimentelle Kunstkeramik des Instituts für Architektur anzutreffen. Dieses Haus war damals eine Art kulturelles Zentrum Kiews. Die Schriftsteller, Sänger, Komponisten Maksym Rylskyj, Mychajlo Stelmach, Oles Hontschar, Iwan Dratsch, Dmytro Hnatjuk, Platon Maiboroda, Mychajlo Brytschewskyj, Iwan Switlitschnyj und die Maler Tetjana Jablonska und Iwan Martschuk besuchten sie dort oft. In dieser Atmosphäre experimentierte sie auf der traditionellen Ebene und suchte nach neuen Wegen in der bildenden Kunst der kleinen Form. 1956 vollendete sie die Arbeit an der Figur Der erste Brief.
Von 1955 bis 1965 arbeitete sie als leitende Forscherin am Institut für monumentale Malerei und Skulptur der Akademie für Bauwesen und Architektur der Ukrainischen SSR. Sie präsentierte auf der All-Union-Ausstellung 1957 das Werk The Virgin und stellte im folgenden Jahr Werke aus Majolika aus. Seitdem nahm sie über mehrere Jahrzehnte an allen großen nationalen Kunstausstellungen teil. 
1960 begann sie mit einer Reihe dekorativer Flachreliefs, die auf den Motiven von Iwan Kotljarewskyjs Aeneis basierten. In den 1960er Jahren reiste sie viel in europäische und skandinavische Länder, besuchte Ägypten und Japan, interessierte sich für Architektur und Landeskultur und fertigte zahlreiche Skizzen an. Sie sammelte Eindrücke und versuchte diese in den Keramik-Berichtszyklen Frankreich (1959), Italien (1961), Ägypten (1962), Japan (1965–1966), Spanien (1972–1973) auszudrücken. Ab Anfang der 1970er Jahre wurde sie aufgrund eines Verbots der KGB-Behörden „eingeschränkt“, reiste aber weiterhin viel auf dem Gebiet der UdSSR.

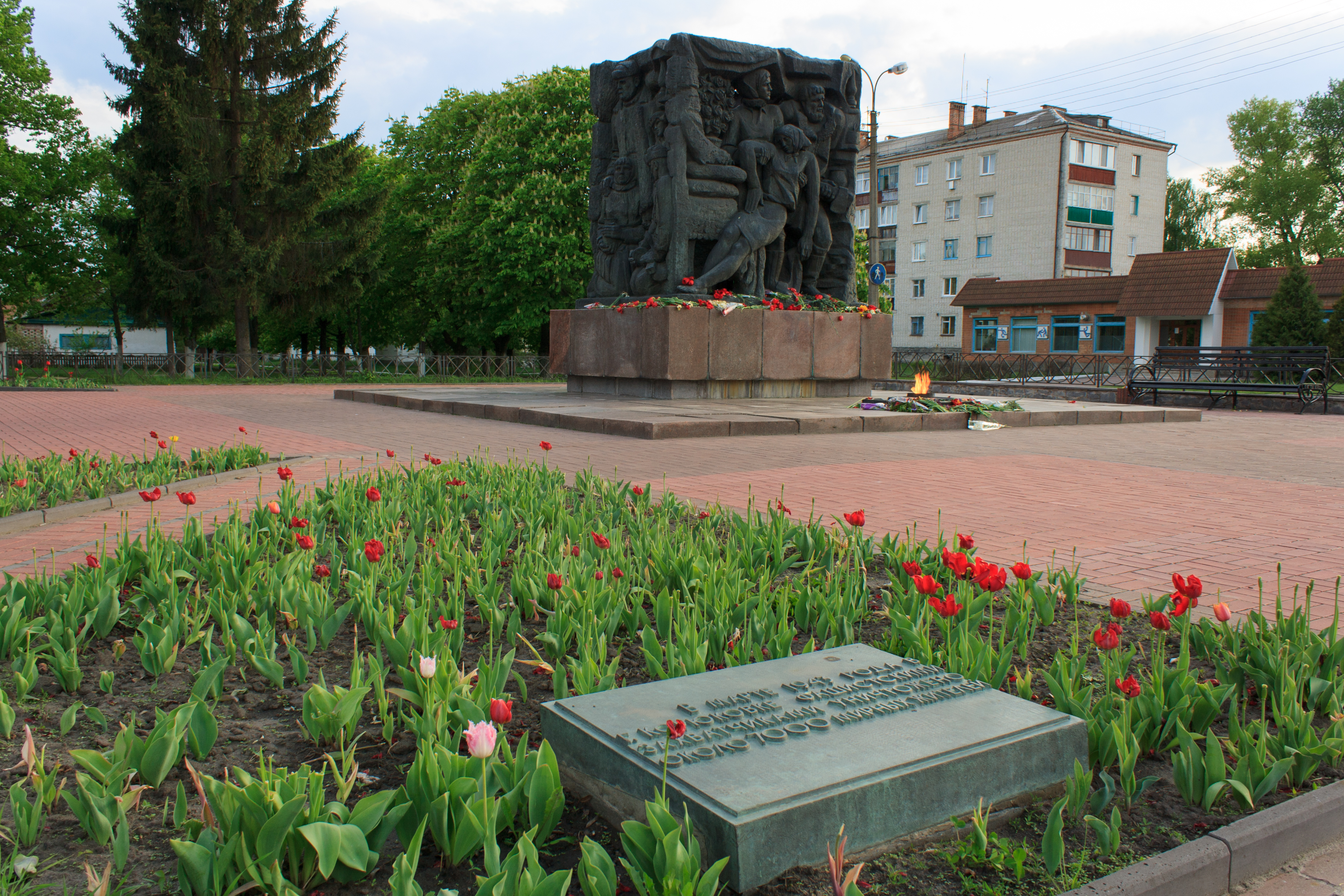
Denkmal zu Ehren des Widerstands der Bevölkerung gegen die Faschisten in Korjukiwka

In den 1970er Jahren wandte sie sich der monumentalen Skulptur zu. Zu ihren Werken gehörten Denkmäler wie 1974 für den Schriftsteller Archyp Teslenko in Lochwyzja, 1975 für den Wissenschaftler Petro Prokopowytsch in Baturyn, die Bronzestatue auf dem Grab des Kobsars Ostap Weressai in Sokyrynzi und viele andere. Im Jahr 1977 errichtete sie ein Granitdenkmal in Korjukiwka.
Sie erlebte in den 1990er Jahren eine künstlerische Renaissance. Neben Denkmälern für den ukrainischen Künstler Iwan Padalka, die Komponisten Dmitri Bortnjanski und Maxim Beresowski schuf sie Skulpturen der Jungfrau Maria und des Johannes Nepomuk.
Viele ihrer Skizzen wurden zusammen mit 60 Werken in Holz 2007 auf einer Ausstellung in Voksice präsentiert. Diese Werke wurden zur Grundlage des Privatmuseums von Kolomijez in Železnice in Tschechien. Auf dem Grundstück ihrer Enkelin wurde das Nebengebäude im Stil der tschechischen Volksarchitektur in den Jahren 2011–2017 umgebaut. Die Werke von Kolomijez werden im Erdgeschoss und im eigens für Großskulpturen angelegten Landschaftspark präsentiert. Die Eröffnung fand Anfang Juni 2017 statt.

## Ehrungen
- 1958: Mitglied des Nationalen Künstlerverbandes der Ukraine
- 1973: Verdiente Künstlerin der Ukraine